# Miwa Fukuhara

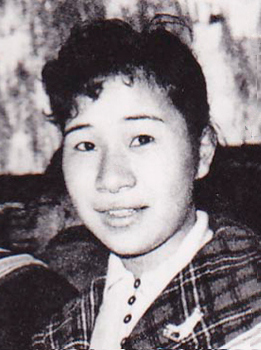
Miwa Fukuhara 1960

Miwa Fukuhara (jap. 福原 美和, Fukuhara Miwa; * 13. Dezember 1944 in Ōta, Tokio) ist eine ehemalige japanische Eiskunstläuferin, die im Einzellauf startete.
Fukuhara wurde 1960 und von 1962 bis 1966 japanische Meisterin. Siebenmal nahm sie an Weltmeisterschaften teil. Ihr bestes Ergebnis war der sechste Platz, den sie bei den Weltmeisterschaften 1963, 1964 und 1965 erreichte. Es waren die bis dahin besten Platzierungen einer Japanerin bei Weltmeisterschaften. Zweimal vertrat Fukuhara Japan bei Olympischen Spielen. 1960 wurde sie 21. und 1964 in Innsbruck schaffte sie mit dem Erreichen des fünften Platzes das bis 1992 beste Abschneiden einer Japanerin im Eiskunstlauf bei Olympischen Spielen.

## Ergebnisse
| Wettbewerb / Jahr          | 1957 | 1958 | 1959 | 1960 | 1961 | 1962 | 1963 | 1964 | 1965 | 1966 | 1967 |
| -------------------------- | ---- | ---- | ---- | ---- | ---- | ---- | ---- | ---- | ---- | ---- | ---- |
| Olympische Winterspiele    |      |      |      | 21.  |      |      |      | 5.   |      |      |      |
| Weltmeisterschaften        |      |      |      | 14.  |      | 9.   | 6.   | 6.   | 6.   | 8.   | Z    |
| Japanische Meisterschaften | 3.   | 2.   | 2.   | 1.   | 2.   | 1.   | 1.   | 1.   | 1.   | 1.   | 2.   |

- Z = Zurückgezogen